# العلاقات الجامايكية الكندية
العلاقات الجامايكية الكندية هي العلاقات الثنائية التي تجمع بين جامايكا وكندا.

## مقارنة بين البلدين
هذه مقارنة عامة ومرجعية للدولتين:
| وجه المقارنة                                              | جامايكا       | كندا                     |
| --------------------------------------------------------- | ------------- | ------------------------ |
| المساحة (كم2)                                             | 10.99 ألف     | 9.98 مليون               |
| عدد السكان (نسمة)                                         | 2.95 مليون    | 35.70 مليون              |
| الكثافة السكانية (ن./كم²)                                 | 268.43        | 3.58                     |
| العاصمة                                                   | كينغستون      | أوتاوا                   |
| اللغة الرسمية                                             | لغة إنجليزية  | لغة إنجليزية، لغة فرنسية |
| العملة                                                    | دولار جامايكي | دولار كندي               |
| الناتج المحلي الإجمالي (بليون دولار)                      | 14.77 مليار   | 1.65 تريليون             |
| الناتج المحلي الإجمالي (تعادل القوة الشرائية) بليون دولار | 24.79 مليار   | 1.59 تريليون             |
| الناتج المحلي الإجمالي الاسمي للفرد دولار أمريكي          | 5.23 ألف      | 43.25 ألف                |
| الناتج المحلي الإجمالي للفرد دولار أمريكي                 | 8.88 ألف      | 45.07 ألف                |
| مؤشر التنمية البشرية                                      | 0.719         | 0.913                    |
| رمز المكالمات الدولي                                      | +1876         | +1                       |
| رمز الإنترنت                                              | .jm           | .ca                      |
| المنطقة الزمنية                                           | 00            |                          |

## منظمات دولية مشتركة
يشترك البلدان في عضوية مجموعة من المنظمات الدولية، منها:
| علم المنظمة | اسم المنظمة                               | تاريخ انضمام جامايكا | تاريخ انضمام كندا |
| ----------- | ----------------------------------------- | -------------------- | ----------------- |
|             | المنظمة الهيدروغرافية الدولية             | ?                    | ?                 |
|             | يونسكو                                    | 7 نوفمبر 1962        | 4 نوفمبر 1946     |
|             | مؤسسة التمويل الدولية                     | 31 مارس 1964         | 20 يوليو 1956     |
|             | منظمة حظر الأسلحة الكيميائية              | ?                    | ?                 |
|             | الأمم المتحدة                             | 18 سبتمبر 1962       | 9 نوفمبر 1945     |
|             | الاتحاد الدولي للاتصالات                  | 18 فبراير 1963       | 1 يوليو 1908      |
|             | بنك التنمية الكاريبي ‏                     | ?                    | ?                 |
|             | منظمة الشرطة الجنائية الدولية             | ?                    | ?                 |
|             | البنك الدولي للإنشاء والتعمير             | 21 فبراير 1963       | 27 ديسمبر 1945    |
|             | الاتحاد البريدي العالمي                   | ?                    | ?                 |
|             | المركز الدولي لتسوية المنازعات الاستشارية | 14 أكتوبر 1966       | 1 ديسمبر 2013     |
|             | وكالة ضمان الاستثمار متعدد الأطراف        | 12 أبريل 1988        | 12 أبريل 1988     |
|             | منظمة التجارة العالمية                    | ?                    | ?                 |
|             | دول الكومنولث                             | ?                    | ?                 |

## وصلات خارجية
- موقع وزارة الخارجية الجامايكية
- موقع وزارة الخارجية الكندية